# Graduation
Graduation är hiphopartisten Kanye Wests tredje studioalbum, släppt 11 september 2007 av Roc-A-Fella Records.

## Låtlista
1. "Good Morning"
2. "Champion"
3. "Stronger"
4. "I Wonder"
5. "Good Life" (med T-Pain)
6. "Can't Tell Me Nothin'"
7. "Barry Bonds" (med Lil Wayne)
8. "Drunk and Hot Girls" (med Mos Def)
9. "Flashing Lights" (med Dwele)
10. "Everything I Am"
11. "The Glory"
12. "Homecoming" (med Chris Martin)
13. "Big Brother"